# Isoglossinae
Isoglossinae Lindau, 1893 è una sottotribù di piante spermatofite dicotiledoni appartenenti alla famiglia delle Acanthaceae.

## Etimologia
Il nome della tribù deriva dal suo genere tipo Isoglossa Oerst., 1854 il cui nome deriva da due parole greche il cui significato è "una, stessa lingua".  Il nome scientifico della sottotribù è stato definito dal micologo e botanico tedescoGustav Lindau (Dessau-Roßlau, 2 maggio 1866 – Berlino, 10 ottobre 1923) nella pubblicazione "Botanische Jahrbücher für Systematik, Pflanzengeschichte und Pflanzengeographie. Leipzig - 18: 57." del 1893.

## Descrizione

### Portamento
Il portamento delle specie di questa sottotribù è erbaceo o arbustivo. Nelle varie parti vegetative sono presenti dei glicosidi fenolici spesso in composti iridoidi, alcaloidi e diterpenoidi; sono presenti inoltre cistoliti.

### Foglie
Le foglie, in genere isofille o leggermente anisofille, lungo il caule sono disposte in modo opposto. La lamina ha delle forme da ovate a lanceolate e sono picciolate.

### Infiorescenze

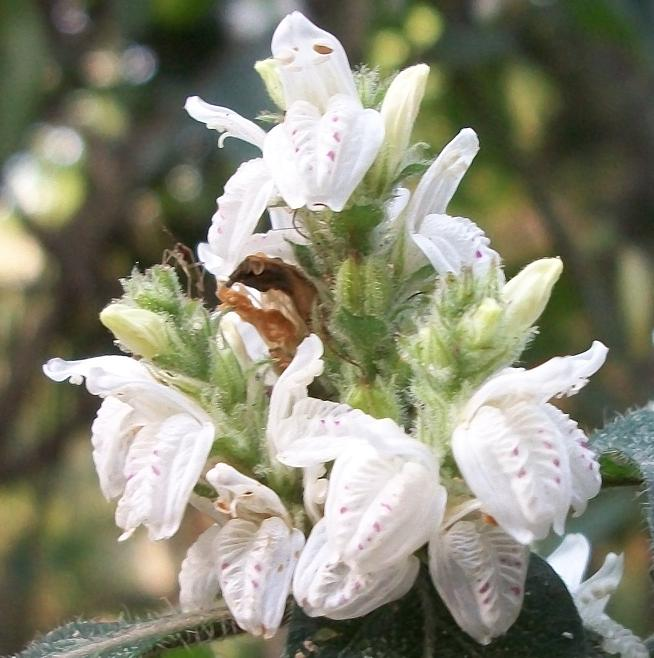
Infiorescenza
Isoglossa woodii

Le infiorescenze, di tipo a pannocchia aperta, o spiga, o tirso, sono terminali o a volte in posizione ascellare. Sono presenti delle piccole brattee, più corte del calice.

### Fiori

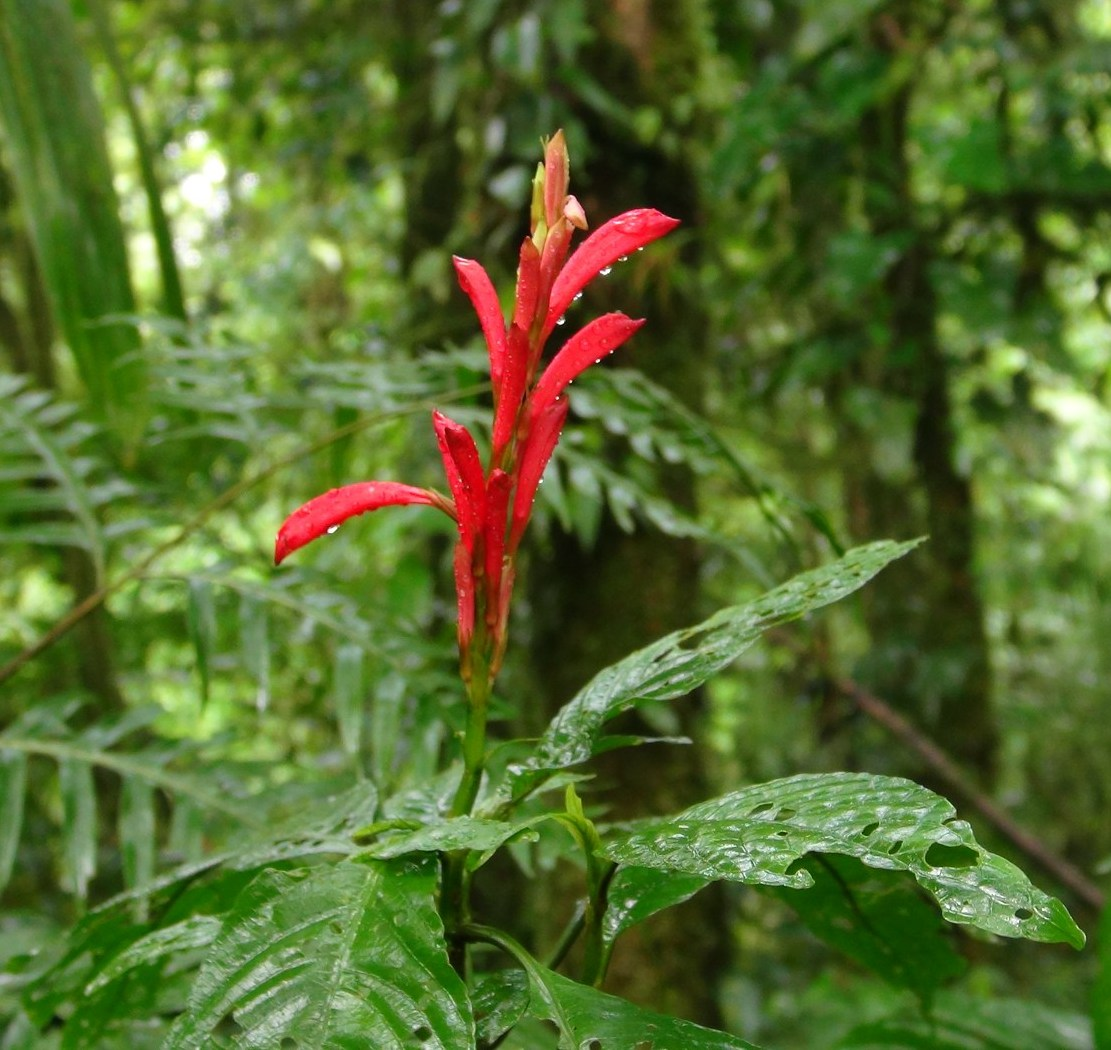
I fiori
Stenostephanus leiorhachis

I fiori sono ermafroditi e zigomorfi; sono inoltre tetraciclici (ossia formati da 4 verticilli: calice– corolla – androceo – gineceo) e pentameri (i verticilli del perianzio hanno più o meno 5 elementi ognuno).
- Formula fiorale:[8]

X, K (5), [C (2+3), A 2+2 o 2] G (2/supero), capsula
- Il calice, gamosepalo, è profondamente da pentalobato. I lobi sono lineari, stretti e uguali (calice attinomorfo) con apici acuti. A volte il calice è ricoperto da peli ispidi.
- La corolla, gamopetala, è formata da un lungo tubo snello (stretto) ma allargato apicalmente e terminante con due labbra (corolla zigomorfa). ll labbro inferiore è formato da 3 lobi; il labbro superiore è breve, ha 2 lobi ed è privo di un solco. I colori, tra gli altri, sono bianco e rosso.
- L'androceo è formato da due stami, adnati alla corolla (i filamenti possono essere inseriti in modo uguale oppure no). Gli stami possono essere lungamente sporgenti (Brachystephanus). Non sono presenti staminoidi. Le antere sono biloculari (con due teche); con una teca in Brachystephanus e altri generi del vecchio Mondo. Le teche sono uguali o disuguali con disposizione da parallela a perpendicolare. La base è arrotondata. Il polline, a forma sferica, è 2-porato, oppure 3-colpoporato o 6-pseudocolpato. In particolare in Isoglossa il polline è sferoidale, dicolpoporato, privo di fessure singole e con aperture circolari; dei granuli sono irregolarmente distribuiti attorno alle aperture e il reticolo è regolare.[11]  In Brachysteplianiis il polline può essere 2-porato oppure 3- o 4-porato con forme da sferoidali a subsferoidali (è ellittico in vista delle aperture).[12] Il disco nettarifero normalmente è presente, ipogino e piccolo.
- Il gineceo è formato da un ovario supero bicarpellare (a due carpelli connati - ovario sincarpico) e quindi biloculare; la base normalmente è glabra. La placentazione in generale è assile. Ogni loggia può contenere 2 ovuli. Gli ovuli possono essere anatropi o campilotropi con un solo tegumento e sono inoltre tenuinucellati (con la nocella, stadio primordiale dell'ovulo, ridotta a poche cellule).[13] Lo stilo, glabro, è uno con un solo stigma (capitato).

### Frutti
I frutti sono delle capsule clavate con un solido gambo basale. Ogni capsula contiene 4 semi. La deiscenza dei frutti è elastica (derivata dalla particolare placentazione dell'ovario). Il funicolo è persistente (il retinacolo è uncinato). I semi sono subdiscoidi e privi di peli igroscopici (in Isoglossa i semi hanno un contorno triangolare con delle forme discoidi, apici acuti e base obliqua). L'endosperma è scarso o assente.

## Biologia
Le specie di questo raggruppamento si riproducono per impollinazione tramite insetti quali api, vespe, falene e farfalle (impollinazione entomogama), ma anche tramite uccelli quali colibrì (impollinazione ornitogama).
La dispersione dei semi avviene inizialmente a causa del vento (dispersione anemocora); una volta caduti a terra sono dispersi soprattutto da insetti tipo formiche (mirmecoria). Sono possibili anche dispersioni tramite altri animali (dispersione zoocora).

## Distribuzione e habitat
Le specie di questa sottotribù sono distribuite in prevalenza nel Nuovo Mondo, nell'Africa tropicale e in Madagascar. Il genere Isoglossa ha un ampio areale che comprende Africa, Asia e Oceania.
| Genere               | Distribuzione |
| -------------------- | --- |
| Brachystephanus      | Africa subsahariana e Madagascar |
| Celerina             | Madagascar |
| Isoglossa            | Africa subsahariana e Madagascar, Penisola Arabica (inclusa Socotra), Iran, India, Pakistan, Cina, Giappone, sud-est asiatico, Australasia e Oceania |
| Melittacanthus       | Madagascar |
| Sebastiano-schaueria | Brasile |
| Stenostephanus       | Messico, America centrale e parte tropicale dell'America del sud                                                                                     |
| Sphacanthus          | Madagascar |

## Tassonomia
La famiglia delle Acanthacee comprende 208 generi con oltre 4.500 specie. Dal punto di vista tassonomico la famiglia è suddivisa in 4 sottofamiglie ; la sottotribù Isoglossinae appartiene alla sottofamiglia Acanthoideae (tribù Justicieae).

### Generi
La sottotribù si compone di 7 generi con circa 200 specie:
- Brachystephanus Nees, 1847 (21 spp.)
- Celerina Benoist, 1964 (1 sp.)
- Isoglossa Oerst., 1855 (80 spp.)
- Melittacanthus S.Moore, 1906 (1 sp.)
- Sebastiano-schaueria Nees, 1847 (1 sp.)
- Stenostephanus Nees, 1847 (95 spp.)
- Sphacanthus Benoist, 1939 (2 spp.)

### Filogenesi

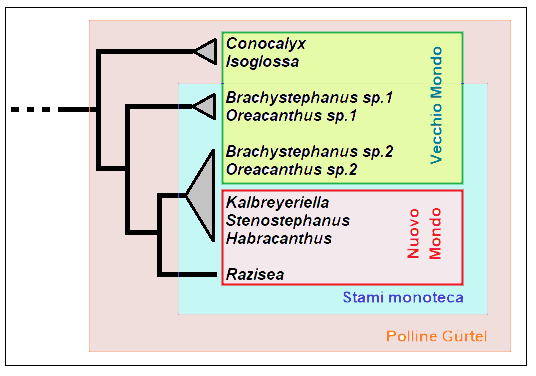
Cladogramma della sottotribù

Uno dei caratteri principali (e probabile sinapomorfia) delle Isoglossinae è una particolare varietà di polline chiamato "Gürtelpollen". Questo è distinto da una fascia posta attorno alla sua circonferenza. Un'altra caratteristica è la struttura delle antere: antere diteche per il Vecchio Mondo e monoteche per i generi del Nuovo Mondo.
Le Isoglossinae, come monofiletiche, sono da moderatamente a fortemente supportate (a seconda del tipo di analisi) e risultano "gruppo fratello" del resto delle Justicieae (escluso il "Pseuderanthemum lineage"). I lignaggi principali sono due: (1) gruppo del Nuovo Mondo con Razisea, Kalbreyeriella, Habracanthus, Stenostephanus (e Hansteinia - Incertae sedis) e (2) gruppo del Vecchio Mondo con Brachystephanus, Oreacanthus, Isoglossa, Conocalyx (e Sphacanthus  - Incertae sedis). Suddivisione che non è condivisa da tutti gli Autori. I diversi caratteri morfologici riscontrati in queste piante, e alla base delle controversie tassonomiche, sono associati alle interazioni dei vari impollinatori come i colibrì con i fiori straordinariamente vistosi di questo gruppo. All'interno della sottotribù  i due generi Conocalyx-Isoglossa formano un clade fortemente sostenuto e risultano "gruppo fratello" al resto della sottotribù. Brachystephanus e Oreacanthus sono parafiletici e insieme alle specie del Nuovo Mondo risultano "irrisolti" (da un punto di vista filogenetico) rispetto a Isoglossa, tranne per il fatto che il piccolo genere Razisea, per la maggior parte centroamericano, è monofiletico.
All'interno della tribù Justicieae le Isoglossinae, da un punto di vista filogenetico, sono posizionate tra il Tetramerium Lineage e il Pseuderanthemum Lineage, in posizione piuttosto "basale".
Il cladogramma a lato tratto dallo studio citato e semplificato, mostra l'attuale conoscenza filogenetica del gruppo "Isoglossinae".